# 瓦盆窯駅
瓦盆窯駅（がぼんようえき、中国語: 瓦盆窑站）は、中華人民共和国黒龍江省哈爾濱市香坊区にある駅。

## 利用可能な鉄道路線
- ハルビン地下鉄
  - ハルビン地下鉄1号線

## 歴史
- 2019年9月28日 開業[1]。